# Gorham (Illinois)
Gorham è un villaggio degli Stati Uniti d'America, situato nello Stato dell'Illinois, nella contea di Jackson.
Il 18 marzo 1925 è stato totalmente raso al suolo dal Tornado dei Tre-Stati che ha ucciso in questa località 39 persone